# Friedrich Freiherr von Broich
Fritz von Broich foi um general alemão, combatente nas duas grandes guerras, tendo como um de seus principais comandos a 10ª Divisão Panzer. Nasceu em Strasbourg em 1 de Janeiro de 1896, faleceu em Leoni perto de Starnberg em 24 de Setembro de 1974.

## Biografia
Fritz von Broich foi um oficial cadete em 1914. Ele optou pela cavalaria, lutando com aquele exército durante a Primeira Guerra Mundial (1914-18), encerrando esta guerra com a patente de Oberleutenant. Continuou servindo o Exército na cavalaria durante o período de entre-guerras. Promovido à Oberst em 1 de Setembro de 1940, Generalmajor em 15 de Fevereiro de 1943, e Generalleutnant em 1 de Maio de 1943.
Ele comandou sucessivamente o Reit.Rgter 6, 21 e 22, assumiu o comando do 1. Reit.Brig. (30 de Setembro de 1941) e após o 24. Schtz.Brig. (1 de Dezembro de 1941). Foi o comandante oficial da 10ª Divisão Panzer no norte da África, sendo feito prisioneiro na Tunísia em 12 de Maio de 1943.
Foi libertado em 1947 e faleceu em Leoni perto de Starnberg em 24 de Setembro de 1974.

## Condecorações
Foi condecorado com a Cruz de Cavaleiro da Cruz de Ferro (29 de Agosto de 1942) e a Cruz Germânica em Ouro (2 de Novembro de 1941).